# Hassi R'Mel Airport
Hassi R'Mel Airport är en flygplats i Algeriet. Den ligger i den norra delen av landet, 400 km söder om huvudstaden Alger. Hassi R'Mel Airport ligger 774 meter över havet.
Terrängen runt Hassi R'Mel Airport är platt, och sluttar västerut. Runt Hassi R'Mel Airport är det glesbefolkat, med 13 invånare per kvadratkilometer. Det finns inga samhällen i närheten. Trakten runt Hassi R'Mel Airport är ofruktbar med lite eller ingen växtlighet.